# Atarba (Atarba) scabrosa
Atarba (Atarba) scabrosa is een tweevleugelige uit de familie steltmuggen (Limoniidae). De soort komt voor in het Neotropisch gebied.